# 蔡鹤皋
蔡鹤皋（1934年6月5日—），北京人，机器人及机电一体化技术专家，中国工程院院士。
1997年，获选中国工程院信息与电子工程学部院士。